# Francisco Margiochi
Francisco Simões Margiochi (Caselas, Belém, hoje Ajuda, Lisboa, 5 de outubro de 1774 – Lisboa, 6 de junho de 1838), mais conhecido como Francisco Margiochi, foi um matemático, professor, oficial da marinha e político. É autor de várias memórias sobre temas de Matemática e foi sócio da Academia Real de Ciências de Lisboa. O seu neto, Simões Margiochi, foi provedor da Casa Pia de Lisboa de 1889 a 1904.

## Biografia
Francisco Simões Margiochi nasceu em Caselas, ao tempo uma comunidade rural dos arredores de Lisboa, filho Manuel Simões e de Josefa da Luz, um casal de lavradores. Perdeu o pai aos 9 anos de idade, acabando por adoptar o apelido do seu padrinho, Octávio Margiochi.
Destinado a seguir a carreira de Oficial da Armada, matriculou-se na Faculdade de Ciências da Universidade de Coimbra, onde em 1798 se formou como Bacharel em Matemática e Filosofia. Enquanto estudante em Coimbra aderiu aos ideais do liberalismo, tendo estado preso de 10 de Julho de 1797 a 5 de Abril de 1798, por ordem do Intendente-Geral da Polícia Diogo Inácio de Pina Manique, acusado de autoria de um escrito intitulado O Povo à Revolta. Foi iniciado na Maçonaria em data e em Loja mais tarde afecta ao Grande Oriente Lusitano, desconhecidas, bem como o seu nome simbólico.
Ilibado, serviu como oficial da Armada, no Brasil e, foi professor da Academia Real de Marinha de Lisboa. Publicou diversas obras sobre temas de Matemática e foi eleito sócio da Academia Real de Ciências de Lisboa.
Ligado aos meios liberais, aderiu à situação política que resultou da Revolução Liberal do Porto que eclodiu no dia 24 de Agosto de 1820, distinguiu-se depois como político, após o triunfo dos seus ideais, e, tendo sido eleito deputado às Cortes Gerais e Extraordinárias da Nação Portuguesa em representação da Província da Estremadura. Na sua acção como deputado constituinte, colocou-se na Ala Esquerda do Liberalismo e notabilizou-se por ter proposto a da extinção do Santo Ofício e do Juízo da Inconfidência em Portugal. Permaneceu como Deputado do Reino de Portugal durante o período de 1821-1823.
Na sequência da Abrilada de 1823 foi obrigado a exilar-se, tendo permanecido na Grã-Bretanha e Irlanda até 1826, tendo aí colaborado no periódico intitulado O Popular, o jornal dos emigrados liberais. O seu regresso foi de curta dura, pois foi forçado a novo exílio em 1828, para Londres, em consequência da restauração do regime absolutista que resultou da subida ao trono de D. Miguel I de Portugal e dos acontecimentos da Belfastada, seguindo, depois, para França.
Regressou a Portugal em 1833, com a vitória dos liberais de D. Pedro IV de Portugal, sendo então nomeado conselheiro de Estado e depois Ministro e Secretário de Estado da Marinha (1833-1834). Sendo um dos mais destacados partidários do vintismo e orador de reconhecido mérito, foi feito em 1834 membro da Câmara dos Pares, tendo permanecido como par do reino até 1836.
O seu filho, também de nome Francisco Simões Margiochi (1812–1879) foi também par do reino. O seu neto, igualmente Francisco Simões Margiochi (1848–1904) foi agrónomo, vereador e depois presidente da comissão administrativa da Câmara Municpal de Lisboa, notabilizou-se como provedor da Casa Pia de Lisboa (1889-1894).
Publicou a obra Instituições Matemáticas.